# Traité de Fredrikshamn
Le traité de Fredrikshamn conclu par la Suède et l'Empire russe le 17 septembre 1809 à Fredrikshamn (actuellement Hamina en Finlande) met fin à la guerre de Finlande. La Suède reconnaît l’annexion de la Finlande et des îles Åland par la Russie et le pays devient un grand-duché autonome de l'Empire russe : le grand-duché de Finlande. 
Lors de la signature du traité, la Russie est représentée par Nicolas Roumiantsev et David Alopaeus (en), ambassadeur russe à Stockholm, tandis que le général d’infanterie Curt von Stedingk, ancien ambassadeur de Suède à Saint-Pétersbourg, et le colonel Anders Fredrik Skjöldebrand contresignent le traité au nom de la Suède.
Aux termes du traité, la Suède cède la part de ses provinces de Lappland et de Västerbotten situées à l’est de la Torne et de la Muonio, les îles Åland et toutes les provinces situées à l’est de ces dernières. Les territoires annexés par la Russie deviennent le grand-duché de Finlande, auquel vinrent s’ajouter en 1812 la Carélie et une partie du Nyland et de la Savonie, sous le nom de comté de Vyborg. Avec la Diète de Porvoo et le serment du souverain, le traité de Fredrikshamn constitue la pierre angulaire du grand-duché, de son autonomie et de ses institutions, et marque le point de départ du renouveau de la culture finlandaise qui aboutit à l’indépendance du pays en 1917.
Pendant les négociations, la Suède a vainement tenté de conserver les îles Åland, ethniquement et culturellement suédoises, que Napoléon Bonaparte avait qualifiées d’« avant-postes de Stockholm ».
Le traité fait référence à la promesse d’Alexandre Ier de maintenir les lois et privilèges en vigueur, mais ne donne aucune garantie formelle quant au statut légal des habitants de la Finlande. Lorsque, 90 ans plus tard, l’empire entreprend de « russifier » la Finlande, le gouvernement russe avance que le traité est respecté et qu’aucune tierce partie n’est habilitée à intervenir, la question relevant strictement du ressort de l’empereur, auteur de la promesse originelle.